# محمد أسلم
محمد أسلم (28 أغسطس 1975 - ) هو لاعب كريكت باكستاني.

## وصلات خارجية
- محمد أسلم على موقع إي آس بي آن كريك إنفو (الإنجليزية)